# Porte Notre-Dame (Fougères)
Pour les articles homonymes, voir Porte Notre-Dame.
La Porte Notre-Dame, également appelée Porte Saint-Sulpice ou du Chesnay, est l'unique porte conservée de l'enceinte urbaine de Fougères qui en a compté quatre jusqu'à la fin de l'Ancien Régime, les portes Roger, Saint-Léonard et de Rillé ayant tour à tour été détruites en 1770, 1774 et 1775. Située au sud-est du château, à proximité du quartier Saint-Sulpice, elle met en communication Ville-basse et Ville-Close, reliant les rues Le Bouteiller et de la Fourchette.

## Histoire
L'actuelle Porte Notre-Dame a été érigée à compter de 1477 à l'emplacement d'anciens moulins. Elle remplace une porte plus ancienne, du même nom, située plus à l'est et percée au fond du redan qui anime encore la muraille méridionale de la ville. Autrefois protégé au sud-est par l'étang du Roulard, toujours précédé par un bras du Nançon, cet ouvrage défensif devint la Porte de la Convention pendant la période révolutionnaire.

La Porte Notre-Dame a été classée par liste en 1862 comme faisant partie intégrante du château de Fougères.

## Architecture
Logée entre la Tour de Pléguen (XIVe siècle) et la Tour de La Trémoille (XVe siècle), la Porte Notre-Dame est percée dans un mur en grand appareil. Il s'agit d'une entrée double, alliant porte charretière plein-cintre et porte piétonne, ce dernier petit portillon, à linteau droit, étant situé à gauche de l'ouverture principale. L'ouvrage est précédé aujourd'hui d'un pont de pierre, venu remplacer deux ponts-levis dont trois longues rainures verticales attestent encore de l'existence. Au-dessus de l'entrée principale, une niche rectangulaire, accostée de deux colonnettes soutenant un arc ogival recoupé d'un trilobe festonné et souligné par une archivolte à choux frisés, contient depuis 1994 une reproduction d'une Vierge à l'Enfant du XIVe siècle classée en 1919. L'originale, en terre cuite, brisée lors de sa dépose en 1990, a été restaurée depuis et remisée en lieu sûr par la Ville. La Porte Notre-Dame est couronnée de mâchicoulis dont les linteaux, ornés d'arcs trilobés simulés, sont portés par des consoles à trois ressauts. Des créneaux, partiellement ruinés de nos jours, complètent la défense de la Porte qui n'était pas dotée d'une herse.

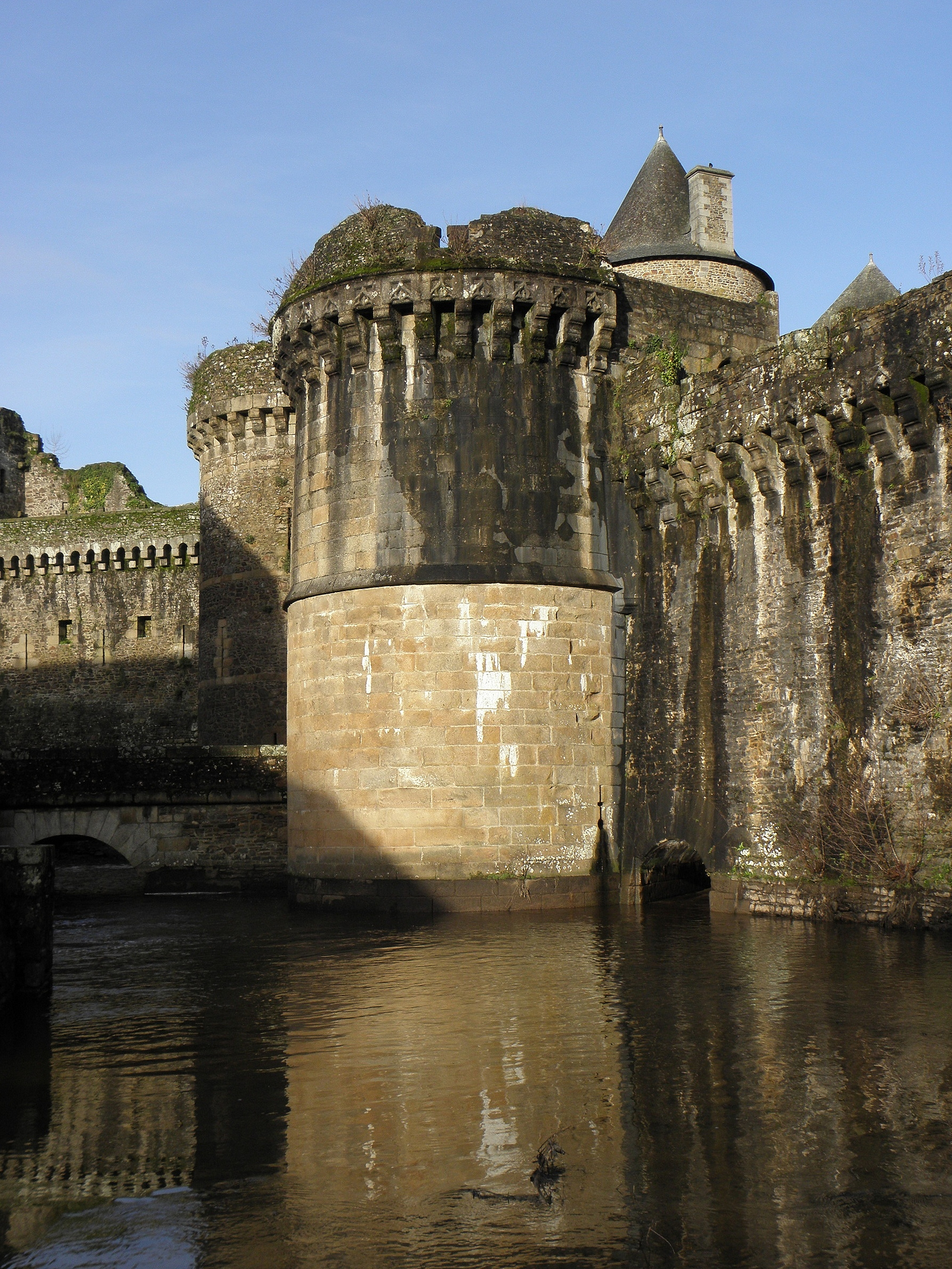
Les tours de La Trémoille et de Plesguen qui entourent la Porte Notre-Dame.
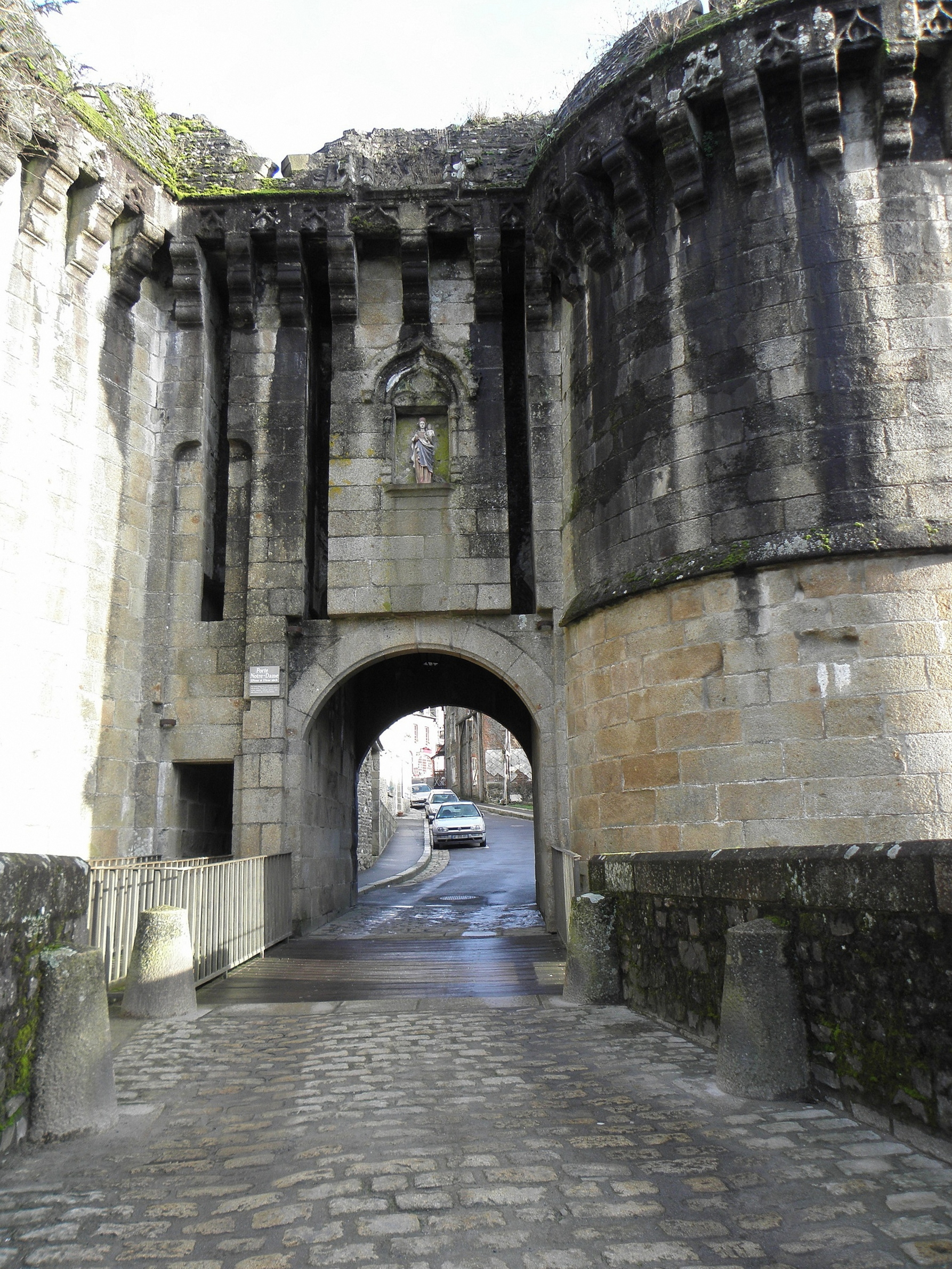
Portillon et porte charretière de la Porte Notre-Dame.
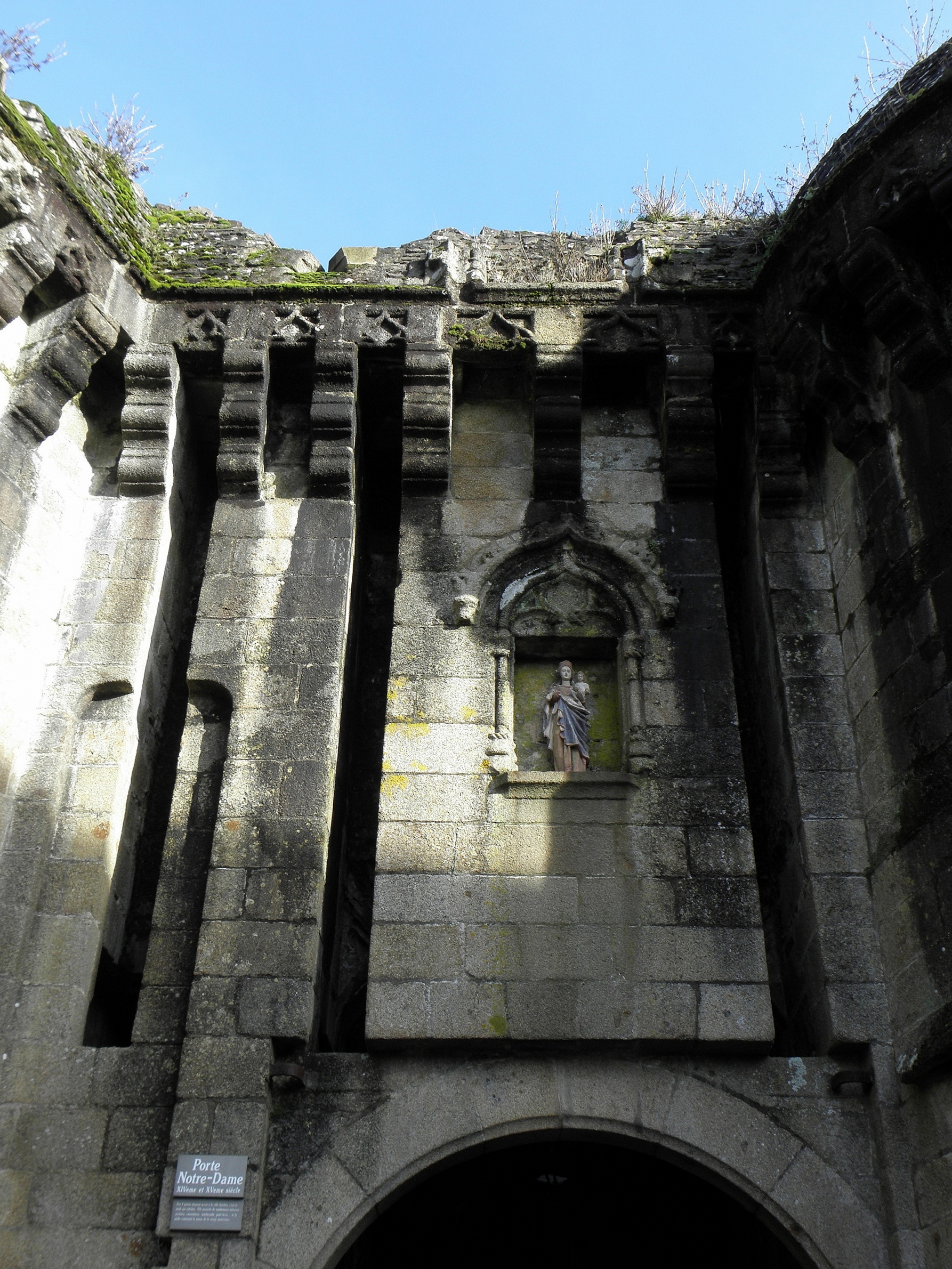
Rainures attestant de la présence de ponts-levis.
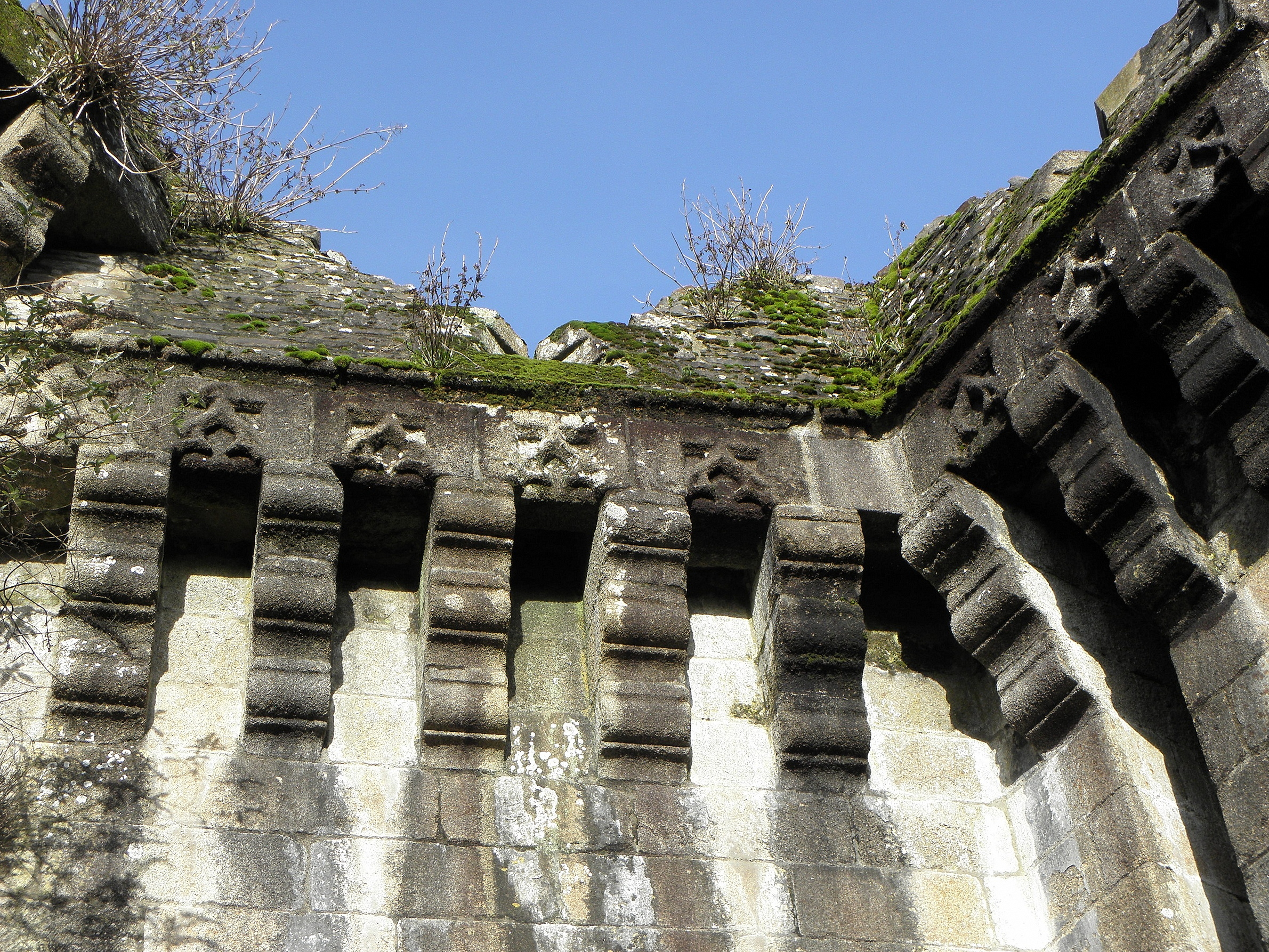
Mâchicoulis à trois ressauts et créneaux partiellement ruinés.
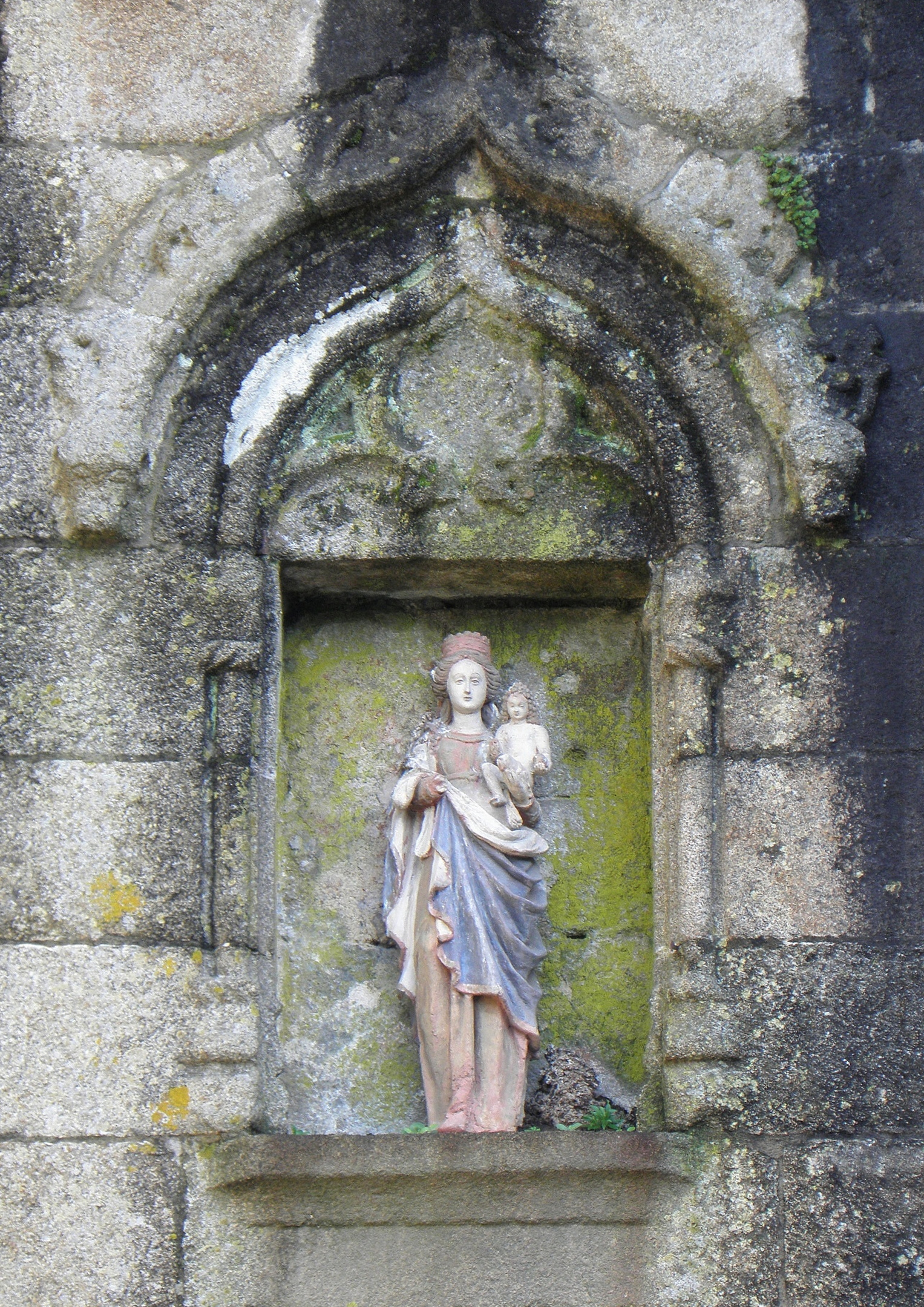
Niche ouvragée contenant la statue de la Vierge à l'Enfant qui protège la Porte.
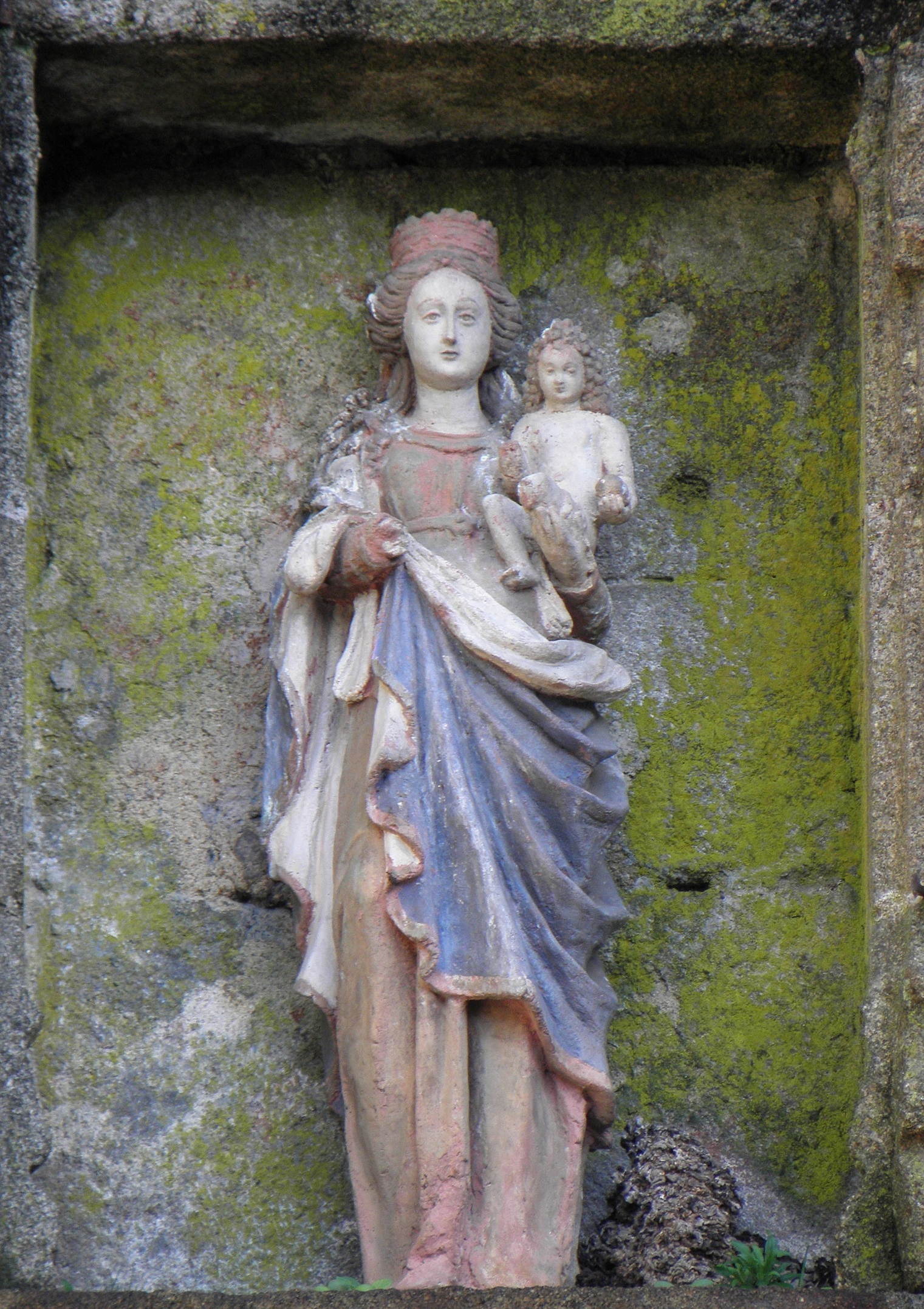
Statue classée de la Vierge à l'Enfant, datant du XIVe.
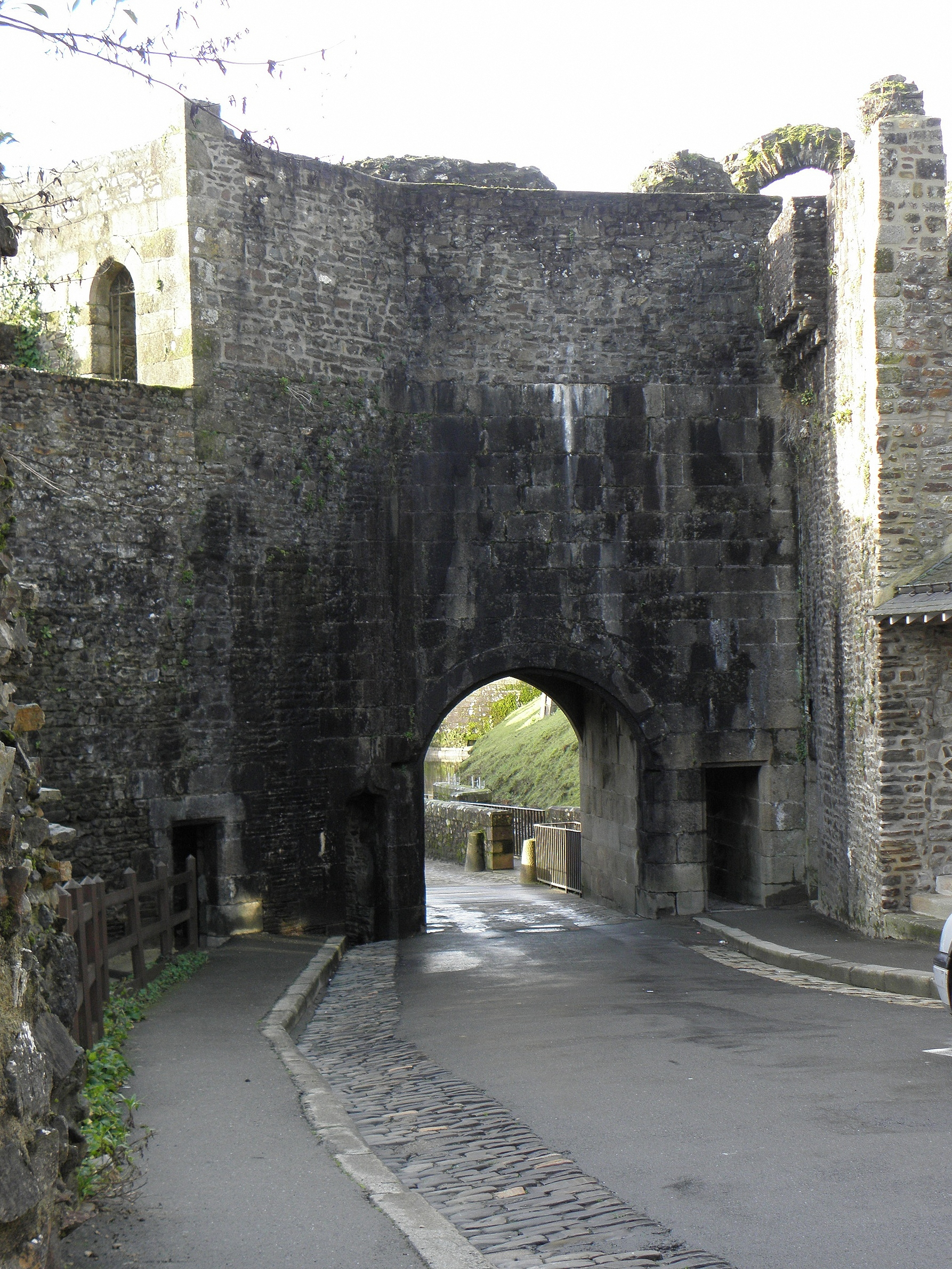
Revers de la Porte Notre-Dame, en descendant la Rue de la Fourchette.